# ND4L
ND4L (англ. NADH dehydrogenase, subunit 4L (complex I)) – білок, який кодується однойменним геном, який у людей є частиною мітохондріальної ДНК. Довжина поліпептидного ланцюга білка становить 98 амінокислот, а молекулярна маса — 10 741.
| 10         |  | 20         |  | 30         |  | 40         |  | 50         |
| ---------- |  | ---------- |  | ---------- |  | ---------- |  | ---------- |
| MPLIYMNIML |  | AFTISLLGML |  | VYRSHLMSSL |  | LCLEGMMLSL |  | FIMATLMTLN |
| THSLLANIVP |  | IAMLVFAACE |  | AAVGLALLVS |  | ISNTYGLDYV |  | HNLNLLQC   |

A: Аланін

C: Цистеїн

D: Аспарагінова кислота

E: Глутамінова кислота

F: Фенілаланін

G: Гліцин

H: Гістидин

I: Ізолейцин

L: Лейцин

M: Метіонін

N: Аспарагін

P: Пролін

Q: Глутамін

R: Аргінін

S: Серин

T: Треонін

V: Валін

Кодований геном білок за функцією належить до оксидоредуктаз. 
Задіяний у таких біологічних процесах, як транспорт, транспорт електронів, дихальний ланцюг. 
Білок має сайт для зв'язування з НАД, убіхіноном. 
Локалізований у мембрані, мітохондрії.